# Роттенбург-ам-Неккар
Роттенбург-ам-Неккар (нім. Rottenburg am Neckar) — місто в Німеччині, знаходиться в землі Баден-Вюртемберг. Підпорядковується адміністративному округу Тюбінген. Входить до складу району Тюбінген.
Площа — 142,26 км2. Населення становить 43 756 ос. (станом на 31 грудня 2020).

## Уродженці
- Ксавер Адльгох (1893—1968) — німецький офіцер, генерал-майор вермахту.